# 三生製藥
三生製藥公司（英語：3SBio Inc.，港交所：1530，納斯達克除牌前：SSRX），簡稱三生製藥，在1993年，由婁丹和兒子婁競（博士，為本公司董事長及首席執行官），於遼寧省瀋陽市（總部）成立「沈阳三生制药股份有限公司」（「沈阳三生制药有限责任公司」前身）。
業務在全球經營開發、製造及各類營銷生物製藥產品，包括基因工程蛋白类。
當時在2007年於納斯達克上市，其後在2013年退市，因為在2012年，被总部位于开曼群岛的Decade Sunshine Ltd的私有化收购，當時以每股15美元、总计约3.31亿美元的价格，其後提出加價15.3美元，總計約3.4億美元。
其後轉在香港交易所主板上市，日期為2015年6月11日，根據招股資料，以招股價為9.1港元，全球發售為606,100,000股，集資額為55億港元，其中貝萊德、國壽富蘭克林、新加坡政府投資公司、工銀瑞信資產管理、LAV 基金及新華資產管理作為主要基礎投資者，合共投資1.5億美元。
2015年9月14日，該公司獲加入「恒生綜合大中型股指數成份股」。
2019年11月18日，三生製藥(01530) 公布，三生製藥與Verseau Therapeutiecs Inc.進行研究合作，並於近期獲得Verseau對免疫治療新靶點PSGL-1抗體藥物VTX-0811的授權。並由旗下子公司三生國健藥業股份負責VTX-0811在中國大陸、台灣、香港和澳門的開發和商業化。Verseau正在創造一種新的治療方法,巨噬細胞檢查點調節劑，使癌症、免疫類和炎症類疾病患者受益。PSGL-1作為全球創新的免疫治療新靶點，能夠引起巨噬細胞重編程並激發協同抗腫瘤反應。

## 外部連結
- 3sbio.com（页面存档备份，存于）